# Preepipodit
Preepipodit – zewnętrzny płat (egzyt) prekoksopoditu odnóża niektórych skorupiaków.
Preepipodit wyrasta z protopoditu bardziej proksymalnie niż epipodit. Występuje u większości bezpancerzowców, cienkopancerzowców i wymarłego rodzaju Cinerocaris, a u Chirocephalidae występują dwa preepipodity. Możliwe, że homologami preepipoditów są płytki koksalne obunogów.
Jako homologi preepipoditów rozważano też oostegity torboraków, jednak różnią się one położeniem, funkcją i strukturą. Uznaje się je za zmodyfikowane endyty.